# ویلیام الیکات
ویلیام الیکات (انگلیسی: William Ellicott؛ 1856 – 25 april ۱۹۳۳ (۷۶−۷۷ سال)) ورزشکار اهل بریتانیا بود.
وی در مسابقات کشوری و بین‌المللی در مجموع برندهٔ ۱ مدال نقره، ۱ مدال برنز شده‌است.